# Zwitserse glanserebia
De Zwitserse glanserebia (Erebia tyndarus) is een vlinder uit de onderfamilie Satyrinae, de zandoogjes en erebia's.
De Zwitserse glanserebia komt in algemeen voor in de Alpen en vliegt van 1200 tot 2700 meter hoogte.
Als leefgebied geeft de vlinder de voorkeur aan bosgebieden en grazige, rotsige hellingen. Als waardplanten worden zwenkgrassoorten (Festuca) en borstelgras (Nardus stricta) gebruikt. De soort overwintert als jonge rups.
De vliegtijd is van juli tot en met september.